# Barbara Zanetti

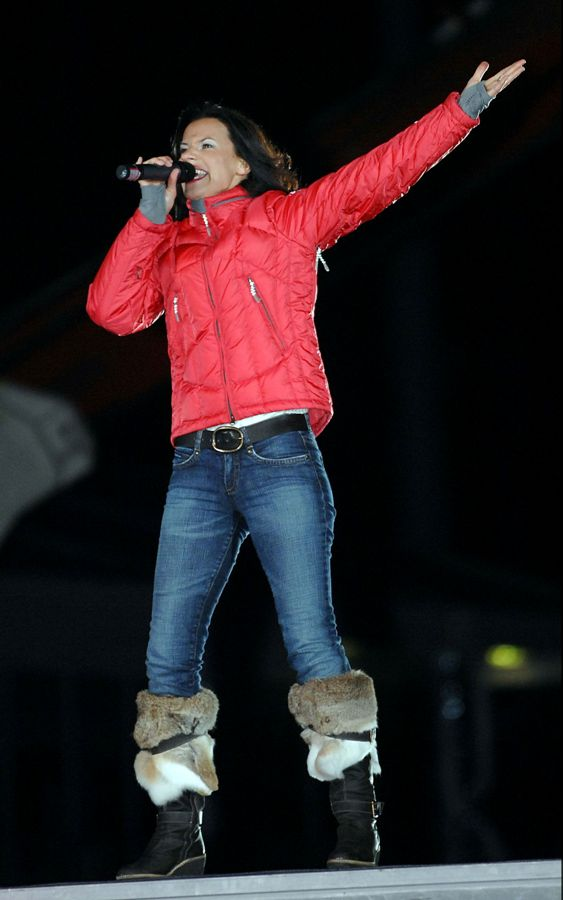
Barbara Zanetti singt die Biathlon-WM-Eröffnungshymne

Barbara Zanetti (* 28. Juli 1974 in Bozen) ist eine italienische Sängerin und Liedermacherin aus Südtirol.

## Leben
Zanetti wuchs in Kaltern auf. Ihre musikalische Entwicklung begann im Institut für Musikerziehung in den Fächern Blockflöte, Gesang, klassische Gitarre und Zither. Die Matura machte sie an der Kaufmännischen Lehranstalt Robert Gasteiger.

### Künstlerische Anfänge
1992 bis 1995 war Zanetti Leadsängerin der West-Coast-Gruppe Westbound, mit Auftritten in Italien, Schweiz, Spanien und Österreich.
1994 bis 1996 gastierte sie in der Musicalproduktion der Vereinigten Bühnen Bozen im Stück Joseph and the Amazing Technicolor Dreamcoat, der Theaterproduktion Der Bauer als Millionär und der Dreigroschenoper in der Produktion des Theaters in der Altstadt Meran, sowie bei den Osterspielen von Muri-Gries.
1994 bis 1996 war sie Moderatorin im Classik-Rock-Sender Radio C.

### Ausbildung
1994 bis 1998 machte Zanetti ihre Gesangsausbildung bei James Moore in Wien, erhielt Unterricht für Stimm- und Körpertraining bei der Wiener Sängerin Miriam Papst und besuchte Interpretationsseminare durch sängerische Körperschulung unter der Leitung von Kurt Widmer.
1996/1997 machte sie eine Ausbildung zur Reiseleiterin und Fremdenführerin in Innsbruck. 2000/2001 besuchte Zanetti die Theaterschule Bruneck.

## Karriere
Zanettis musikalische Karriere begann in der Besetzung des Akustik-Trios Carpe dieM und des Pop Duo The Sett mit Auftritten im Rahmen des Hahnenkammrennens bei der Stangelwirt Weißwurstparty, beim Tennis-Charity-Night-Konzert der ATP Tour in Kitzbühel, der ZDF-Gala Sportler des Jahres Deutschland in Baden-Baden, in der Wiener Hofburg bei Nacht des Sports sowie der Biathlon-Weltmeisterschaft in Antholz.
2001 komponierte und präsentierte Barbara Zanetti die Hymne Going On für die ZDF- und ISK-Gala Sportler des Jahres Deutschland im Kurhaus von Baden-Baden. Es folgten Auftritte bei der Kitzbühler Alpenrallye, der Full-Contact-Weltmeisterschaft und im Kurhaus Meran.
2002 folgten Auftritte im Bundeskanzleramt in Berlin anlässlich des ersten Deutsch-Amerikanischen Freundschaftsfestes (The Bridge New York/Berlin) am Potsdamer Platz und in der Daimler-Chrysler-Hauptverwaltung in Stuttgart/Möhringen.
Das Crossover-Album How Could I Forget wurde 2003 in Zusammenarbeit mit dem Stuttgarter Musik-Designer und Produzenten Jens Buchert veröffentlicht. Konzertauftritte gab es beim europäischen Liedermacherfestival Songs an einem Sommerabend in Bad Staffelstein, in der TV-Veranstaltungsreihe des Bayerischen Rundfunks Weihnachten in Europa in Würzburg, im ZDF-Sonntagskonzert sowie im Rahmen der Ice Gala in der Eiswelle Bozen.
2006 erschien der in London produzierte Tonträger Es geht um mehr in Zusammenarbeit mit Oscar Lo Brutto von Audio Post Production. 2007 komponierte Barbara Zanetti die Hymne Glory Time für die Biathlon-Weltmeisterschaften 2007 und sang den WM-Song im Rahmen der Eröffnungsfeier als auch in der ZDF-Sendereihe Frühlingsshow mit Andrea Kiewel.
Die Eigenkomposition Durchschaut wurde 2008 in die Wertung der Liederbestenliste aufgenommen.
2012 entstand die Hymne Stand Up for African Mothers zugunsten der gleichnamigen internationalen Kampagne von AMREF und wurde im Rahmen der 20-Jahr-Feier von AMREF Austria präsentiert.
2015 präsentierte Zanetti die eigenkomponierte Hymne Showdown für die Erste Bank Eishockey Liga HC Bozen in der Eiswelle / Palaonda Bozen.
Aus dem Album 74 wurden die Lieder A Toal von dir und Der Ring in die Wertung der Liederbestenliste aufgenommen. Zudem wurde das Album 74 nominiert in der zweiten Vorauswahl und in der Longlist 2.2015 vom Preis der deutschen Schallplattenkritik in der Kategorie Folk/Singer-Songwriter.

## Auszeichnungen
- 2009: Radio 4 Sound Award als Fest Female Artist in München.
- 2014: Most Emotional Song 2013[12] durch das MMM-Artist-Management und NewcomerRadio Deutschland mit Begins Anew Again.
- 2019: Ausgezeichnet mit dem 37. Deutschen Rock & Pop Preis in der Kategorie „Bester Song des Jahres“ (englischsprachig) für den Song Run for Life.[13]
- 2021: Ausgezeichnet mit dem 39. Deutschen Rock & Pop Preis in der Kategorie „Bester Song des Jahres“ (deutschsprachig) für das Lied Wunder Natur sowie in der Hauptkategorie „Deutscher Singer-Songwriter Preis 2021 – Beste Solosängerin – Eigenkomposition“ Bergwärts[14]
- 2022: Ausgezeichnet mit dem 40. Deutschen Rock & Pop Preis in der Hauptkategorie „Deutscher Singer-Songwriter Preis 2022“ für das Lied WIR[15]

## Soziales Engagement
Zanetti engagiert sich für soziale Projekte und gemeinnützige Organisationen wie RUN FOR LIFE Südtirol, Alzheimer Vereinigung Südtirol ASAA, Südtiroler Sporthilfe, Projekt Kinder von Tschernobyl, AMREF Austria, Kinderherz, Schmetterlingskinder DEBRA, Aids-Hilfe Pro Positiv, Kinderkrebshilfe, Lauf der Guten Hoffnung NOMA.

## Diskografie

### Alben
- 1995: WESTBOUND Outside / SÜDTON
- 1995: Jungscharlieder BAUSTEINE / Perpetuum Mobile
- 1997: Carpe diem / Newport Entertainment
- 1999: The Sett / Newport Entertainment
- 2001: You Came / Newport Music
- 2003: How Could I Forget / (DTM) Edition Wawi
- 2006: Es geht um mehr / (DTM) Edition Wawi
- 2014: 74 / Rockwerk Records
- 2021: 47 Barbara Zanetti 2001 - 2021 / (DTM) Edition Wawi

### Compilations
- 1998: Gala-Jubiläums-CD der Hitwelle RSW
- 1998: Loving Rock – SÜDTON
- 1999: Newport Collection Vol.1 –  Newport Entertainment
- 2001: The Hope of My Heart – Newport Entertainment
- 2003: Space Night Vol. IX – Electrolux / Warner Music
- 2003: Radiostars Südtirol1 –  Edition Wawi
- 2004: Songs an einem Sommerabend Vol. 4 – Pläne Records
- 2005: Noah Charisma – Maxelect Records* 2006: AMBERLAND time beyond – JeBu Records
- 2008: Indie – Pro! Vol.1 – EMG Music Group
- 2013: Carefully Selected Pop & Rock Ballads – Starlight
- 2013: Italo Handsup & Dance, Vol. 06 – Azurro Dancea Recordings
- 2014: Electronic Space Lounge (Three) – dimension music production
- 2017: Songs for Standing Rock, Vol. 6 – Various Artists

### Single-CDs
- 2006: Glory Time (Official Biathlon WM Song) – (DTM) Edition Wawi
- 2012: Stand Up for African Mothers (AMREF) – (DTM) Edition Wawi
- 2013: La Magia – Barbara Zanetti
- 2013: You Came – Newport Music
- 2015: Showdown (Official Hockey Song) – Rockwerk Records
- 2019: Run for Life – (DTM) Edition Wawi
- 2019: Dein Leben – Rockwerk Records
- 2021: Wunder Natur – Rockwerk Records
- 2021: Neubeginn – Doris Warasin feat. Barbara Zanetti – Records DK
- 2021: Bergwärts – (DTM) Edition Wawi
- 2021: Some Dreams – Barbara Zanetti & Allan Taylor – Edition LAIKA
- 2021: Merry Christmas to All of You – Peppino Adamo & Barbara Zanetti with the Hillbilly Rednecks – rocknet.bz (Newport Music Publishing)
- 2022: Wir – rocknet.bz
- 2022: Take Me Away (JB Chillstep Mix) – rocknet.bz
- 2024: Wir – Barbara Zanetti & Minichor Bruneck – rocknet.bz
- 2024: Erinnerung - Barbara Zanetti & Doggi - rocknet.bz
- 2025: I'm not alone - Barbara Zanetti - rocknet.bz

## Fernsehauftritte
- 1997: RAI – Not im eigenen Land
- 1997: RAI – Leute
- 1998: ORF – Südtirol heute exclusiv
- 1999: TV3 – Spezial
- 2001: ORF – Tirol heute
- 2001: RAI – Treff
- 2002: ORF – Confetti TV
- 2002: RAI – Biathlon Antholz
- 2003: ZDF – Sonntagskonzert
- 2003: BR –  Songs an einem Sommerabend
- 2003: ORF – Südtirol heute
- 2003: BR –  Weihnachten in Europa mit Gunther Emmerlich
- 2004: RAI – Treff
- 2004: BR –  Songs an einem Sommerabend[16]
- 2004: ARD – Kein schöner Land / Alta Badia mit Günter Wewel
- 2005: ARD – Kein schöner Land / Winter in Südtirol
- 2006: ARD – Kein schöner Land / Florenz
- 2007: RAI – Biathlon WM Eröffnung
- 2007: ZDF – Frühlingsshow mit Andrea Kiewel
- 2010: ORF – Brieflosshow mit Peter Rapp
- 2010: RAI Südtirol – Ba ins Dahoam
- 2011: SWR – Sonntagstour mit Hansy Vogt
- 2012: SWR – Musikalische Reise durch Südtirol Markus Brock
- 2013: Balcony-TV Vienna
- 2015: Servus TV - Servus Hockey Night
- 2016: RAI Südtirol – Musikportrait „Musigzeit“
- 2020: RAI Südtirol – Toms Kellershow
- 2024: RAI Südtirol - Zwischengas

## Jurymitglied
- 2001: Die Wahl zur Miss Südtirol
- 2003: Südtirol 1 Radiostars
- 2004: Mini Playback Show
- 2005: New Talents
- 2006: Mister Südtirol
- 2007: Misses Wahl
- 2010: Die Südtirolerin des Jahres
- 2011: Die Wahl zur Miss Südtirol
- 2012: Südtirols Supertalent